# Storia delle ferrovie in Repubblica Ceca
La storia del trasporto ferroviario in Repubblica Ceca ebbe inizio nella seconda metà degli anni venti del XIX secolo. Le ferrovie furono costruite principalmente per il trasporto merci. Nei decenni successivi si alternarono periodi in cui le principali linee venivano realizzate e gestite da privati e periodi di nazionalizzazione, investimenti governativi o aiuti di stato.
In Repubblica Ceca nel 2009 la rete ferroviaria nazionale si estendeva per un totale di km 9.420 a scartamento normale dei quali 3.153 km elettrificati.

## Storia

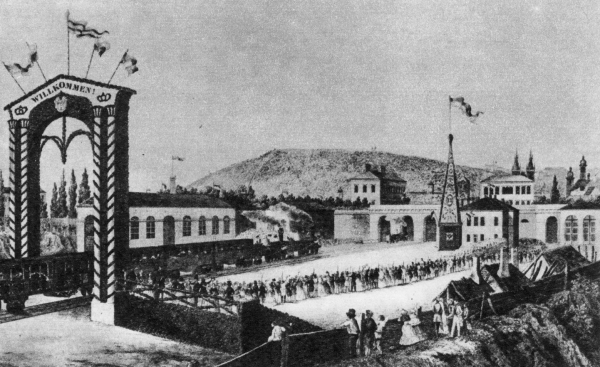
Arrivo del Primo treno da Vienna a Praga nel 1845.

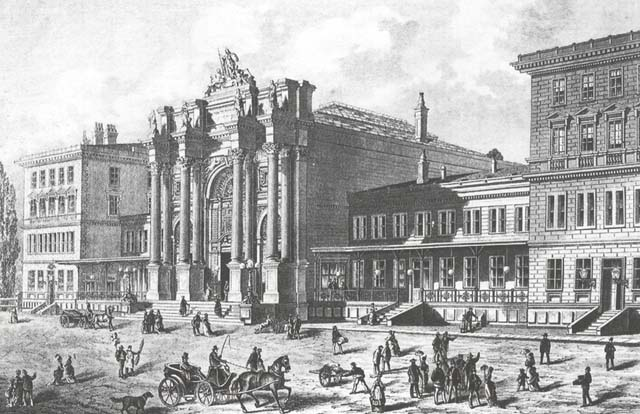
Stazione di Praga, 1885

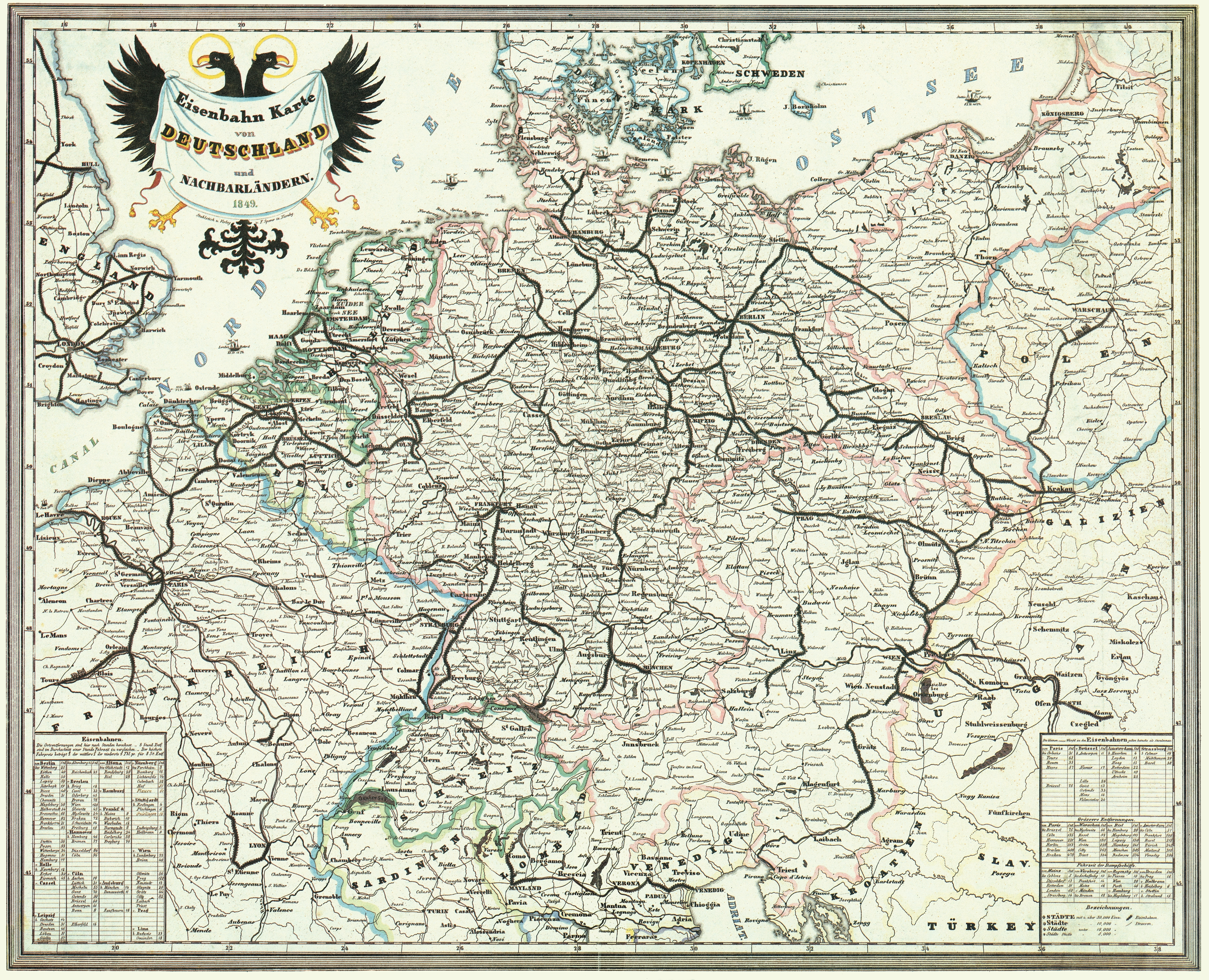
Mappa della rete ferroviaria europea nel 1849. Si nota la fitta rete ferroviaria nelle terre tedesche e in Prussia e una rete di densità notevolmente inferiore nell'Impero austriaco. Il collegamento internazionale fu possibile dopo la costruzione della linea della Nordbahn che giungeva in Prussia. La linea meno marcata è l'itinerario da Praga a Dresda, all'epoca in costruzione.

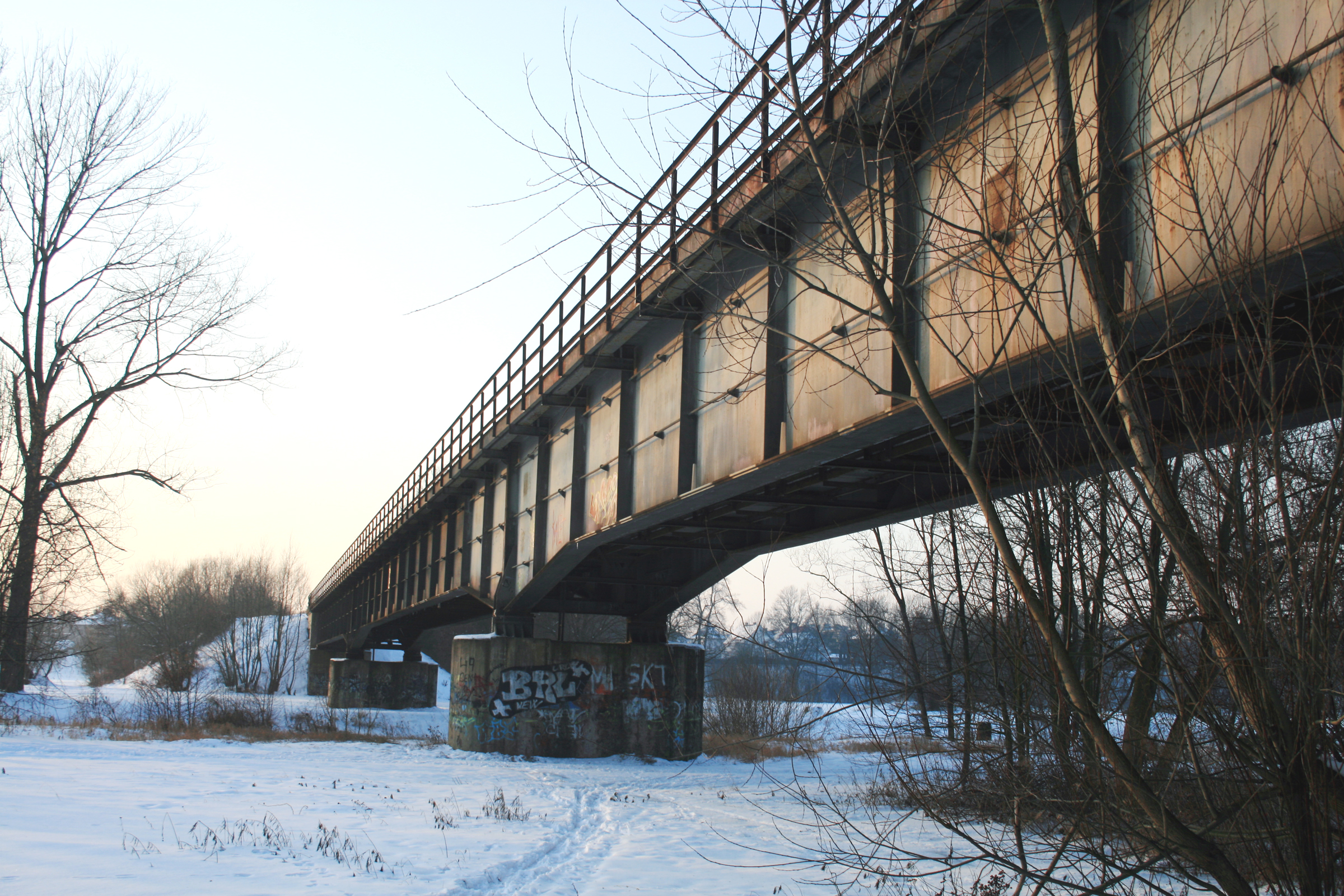
Alcune infrastrutture costruite dalle aziende private in poco tempo avevano non di rado natura temporanea. Questo ponte presso Jaroměř fu costruito in legno e solo dopo molti anni sostituito da una struttura più moderna.

La prima linea ferroviaria a trazione equina della regione fu la České Budějovice-Linz, la cui prima parte (che apparteneva tutta alla regione ceca) fu messa sperimentalmente in funzione nel settembre del 1827
(La parte ceca si estendeva per 63 km). Il percorso ferroviario, con convogli trainati da cavalli, České Budějovice – Linz – Gmunden (di 51 km) fu messo in funzione nella primavera del 1830. Ambedue le ferrovie erano a scartamento ridotto di 1106 mm e sono ritenute le due più antiche ferrovie pubbliche dell'Europa continentale.
(la prima ferrovia pubblica del mondo a trazione equina fu la Stockton-on-Tees – Darlington realizzata nel 1821 in Inghilterra).

## Inizio della trazione ferroviaria a vapore
Alla fine degli anni trenta (del XIX secolo) fu costituita la compagnia ferroviaria privata Kaiser Ferdinands Nordbahn (KFNB) della quale facevano parte vari banchieri viennesi e in particolare Salomon Mayer von Rothschild, della omonima casa bancaria viennese. Nel 1839 veniva aperto la tratta Vienna-Břeclav, il 6 giugno e il ramo Břeclav–Brno il 7 luglio. Nel 1841 venivano aperte, le sezioni Břeclav-Přerov e Přerov–Olomouc. Nel mese di agosto del 1842 fu aperta una linea da Přerov fino a Lipníka nad Bečvou e nel maggio del 1847 fino a Calgary; nel settembre 1848, a nord, venne costruita una linea tra Annaberg (ora Chałupki) e la Prussia
Nel 1841 l'Impero austriaco adottò il modello della Prussia per la costruzione e lo sviluppo dell'apparato ferroviario. Il 23 dicembre fu fondata a Vienna la Direzione Generale delle ferrovie dello Stato. Nel mese di agosto del 1845 fu messa in funzione la linea Olomouc–Praga della ragguardevole lunghezza di 250 km. Nel 1849 fu messa in funzione la linea di collegamento Brno-Česká Třebová, della lunghezza di 90 km che comprendeva 11 gallerie. Tra il 1850 e il 1851 fu gradualmente completata la linea tra Praga e Podmokly che attraversava il confine con la Sassonia. Nel 1854, tuttavia, a causa delle pessime condizioni delle finanze statali (gravate da costi insostenibili anche in seguito ai tumulti del 1848) la ferrovia Praga–Podmokly, da poco completata, fu venduta ad una società privata, il cui nome era Società delle ferrovie dello stato (StEG), controllata da capitali francesi

## Le linee costruite durante la Seconda rivoluzione industriale
Dopo il rilascio di numerose concessioni da parte del governo austriaco fu iniziata la costruzione delle linee principali, finanziate con capitali privati. Poiché nel corso del primo periodo della Rivoluzione industriale, il principale motore del progresso fu il carbone le principali linee ferroviarie erano afferenti alle miniere boeme. Tra le prime aziende private in questo periodo vi fu la Buštěhradská dráha che costruì una breve linea tra Kladno e Kralupy nad Vltavou nel 1855. Negli anni successivi in seguito ai risultati positivi in termini finanziari l'azienda gradualmente estese la propria rete ferroviaria da Praga fino al confine di stato con la Germania.
L'anno successivo venne aperta la ferrovia Brno–Rosická che non ottenne grandi risultati e successivamente venne ceduta all'azienda ferroviaria di Stato. Diverso risultato ebbe la tratta Ústecko –Teplická, inaugurata nel 1858 tra Ústí nad Labem e Teplicemi. La rete ferroviaria fu gradualmente ampliata e gli investimenti nel settore ferroviario diventarono redditizi. Negli anni cinquanta fu costruita una linea tra Pardubice e Vertice con una diramazione nel distretto del carbone di Svatoňovický.
Negli anni sessanta del XIX secolo furono costruite linee di collegamento tra le più importanti regioni industriali con stazioni necessarie per il rifornimento di carbone.
Durante il periodo del boom economico seguito alla ripresa dalla sconfitta dell'Austria nella guerra austro-prussiana, grazie agli investimenti di capitali stranieri, furono finanziati un certo numero di progetti, molti dei quali si concentrarono sullo sviluppo industriale di queste regioni. Tra i progetti: un ampliamento della rete ferroviaria nordoccidentale austriaca e un altro più economico per la linea ferroviaria del nord. La maggior parte delle linee fu costruita da aziende private, fatta eccezione per la linea Poznań–Zdice–Praga della lunghezza di 147 km. È stato calcolato che, durante il periodo, sul territorio dell'odierna Repubblica Ceca vi fossero 3500 km di ferrovia. Il momento di massimo sviluppo fu l'anno 1871, quando furono messi in funzione 791 km di nuove strade ferrate.
Dopo il crollo della borsa di Vienna nel 1873, tuttavia, un certo numero di aziende private dovette far fronte a difficoltà finanziarie. Molti progetti iniziati non furono più completati; tra questi il collegamento Moldavia–Slesia tra Opavou e Trenčín i cui ruderi sono visibili ancora oggi.

## Le ferrovie tra le due guerre
Le ferrovie dello stato cecoslovacco nacquero nel 1918 in seguito alla sconfitta dell'Austria nella prima guerra mondiale e il collasso dell'Impero austro-ungarico.  La creazione dello stato ebbe come conseguenza l'incorporazione di parte della rete ferroviaria ex-austroungarica. Assieme alle infrastrutture vennero acquisite anche le locomotive e il materiale rimorchiato appartenuto alle Ferrovie imperiali dello Stato austriaco e alle Ferrovie dello stato ungherese. Anche le linee ferroviarie private della compagnia Kaschau-Oderberger Bahn vennero a trovarsi nel territorio della nuova Cecoslovacchia. Queste, nel 1921, vennero incorporate nelle ferrovie dello stato cecoslovacco (CSD).